# العلاقات الألبانية الهندية
العلاقات الألبانية الهندية هي العلاقات الثنائية التي تجمع بين ألبانيا والهند.

## مقارنة بين البلدين
هذه مقارنة عامة ومرجعية للدولتين:
| وجه المقارنة                                              | ألبانيا                                                    | الهند                       |
| --------------------------------------------------------- | ---------------------------------------------------------- | --------------------------- |
| المساحة (كم2)                                             | 28.75 ألف                                                  | 3.29 مليون                  |
| عدد السكان (نسمة)                                         | 3.02 مليون                                                 | 1.35 مليار                  |
| الكثافة السكانية (ن./كم²)                                 | 105.04                                                     | 410.33                      |
| العاصمة                                                   | تيرانا                                                     | نيودلهي                     |
| اللغة الرسمية                                             | اللغة الألبانية                                            | اللغة الهندية، لغة إنجليزية |
| العملة                                                    | ليك ألباني                                                 | روبية هندية                 |
| الناتج المحلي الإجمالي (بليون دولار)                      | 13.04 مليار                                                | 2.60 تريليون                |
| الناتج المحلي الإجمالي (تعادل القوة الشرائية) بليون دولار | 33.17 مليار                                                | 8.00 تريليون                |
| الناتج المحلي الإجمالي الاسمي للفرد دولار أمريكي          | 3.94 ألف                                                   | 1.60 ألف                    |
| الناتج المحلي الإجمالي للفرد دولار أمريكي                 | 11.11 ألف                                                  | 5.70 ألف                    |
| مؤشر التنمية البشرية                                      | 0.764                                                      | 0.609                       |
| رمز المكالمات الدولي                                      | +355                                                       | +91                         |
| رمز الإنترنت                                              | .al                                                        | .in، .भारत ‏، .بھارت ‏،        |
| المنطقة الزمنية                                           | توقيت وسط أوروبا، ت ع م+01:00، ت ع م+02:00، أوروبا/تيرانا ‏ | ت ع م+05:30، توقيت الهند    |

## منظمات دولية مشتركة
يشترك البلدان في عضوية مجموعة من المنظمات الدولية، منها:
| علم المنظمة | اسم المنظمة                        | تاريخ انضمام ألبانيا | تاريخ انضمام الهند |
| ----------- | ---------------------------------- | -------------------- | ------------------ |
|             | الاتحاد البريدي العالمي            | ?                    | ?                  |
|             | مؤسسة التنمية الدولية              | 15 أكتوبر 1991       | 24 سبتمبر 1960     |
|             | منظمة حظر الأسلحة الكيميائية       | ?                    | ?                  |
|             | منظمة التجارة العالمية             | ?                    | 1995               |
|             | الأمم المتحدة                      | 14 ديسمبر 1955       | 30 أكتوبر 1945     |
|             | وكالة ضمان الاستثمار متعدد الأطراف | 15 أكتوبر 1991       | 6 يناير 1994       |
|             | منظمة الشرطة الجنائية الدولية      | ?                    | ?                  |
|             | مؤسسة التمويل الدولية              | 15 أكتوبر 1991       | 20 يوليو 1956      |
|             | الاتحاد الدولي للاتصالات           | 2 يونيو 1922         | 1869               |
|             | البنك الدولي للإنشاء والتعمير      | 15 أكتوبر 1991       | 27 ديسمبر 1945     |
|             | يونسكو                             | 16 أكتوبر 1958       | 4 نوفمبر 1946      |

## أعلام
هذه قائمة لبعض الشخصيات التي تربطها علاقات بالبلدين:
- الأم تريزا (راهبة وقديسة في الكنيسة الرومانية الكاثوليكية ذات أصول ألبانية، 26 أغسطس 1910[20][21][22] – 5 سبتمبر 1997[21][22][23])

## وصلات خارجية
- موقع وزارة الخارجية الألبانية
- موقع وزارة الخارجية الهندية